# Manchuriet
Manchuriet (滿洲; pinyin: Mǎnzhōu) er historisk et område i det nordøstlige Kina, omfattende provinserne Heilongjiang, Jilin og Liaoning samt den nordlige del af Indre Mongoliet. Eftersom Manchuriet er en historisk provins, har grænsedragningen været skiftende og størrelsen på området varieret mellem 776 000 km² og 1 550 000 km². Området er rigt på mineraler og har en væsentlig industri.
Det var det traditionelle hjemland for xianbei-, khitan- og jurchen-folkene, der hver grundlagde flere dynastier i Manchuriet og i Kina. Manchuriet er mest berømt for at være det traditionelle hjemland for manchurerne, der gav navn til området og som erobrede magten i Kina i 1700-tallet og frem til Qing-dynastiets fald i 1912. I dag er de fleste indbyggerne han-kinesere, men nogle få procent er manchurer.

## Navnet
Manchuriet er en omskrivning af det kinesiske ord Manzhou (滿洲). Efter den kinesiske revolution i Kina i 1911, der resulterede i sammenbruddet af Qing-dynastiet, hvor den kejserlige familie var etniske manchuer, blev kejserfamiliens oprindelsesland omdøbt til Dongbei ("Nordøst") i officielle dokumenter.
I 1932 etablerede Japan en lydstat i Manchuriet med navnet Manchukuo. Derfor opfatter mange kinesere fortsat navnet "Manchuriet" (满洲) som negativt, specielt kinesere fra andre områder, pga. navnets forbindelse med separatisme og samarbejde med invasionsstyker. Stigmatiseringen gælder kun for det geografiske begreb. "Manchur" (满族) opfattes som et rigtigt og neutralt navn for den etniske gruppe, der har oprindelse i Manchuriet.
En borger i det nordøstlige Kina er en Dongbeiren ("Nordøst"-person). Dongbei er ordet for hele området uanset dets historie, kultur og traditioner, dialekt, mad m.v. Der er andre provinser i den nordøstlige del, der ikke opfattes som en del af Dongbei (så som Hebei). Det er analogt til situationen i USA, hvor "Syden" sædvanligvis kun refererer til de sydøstlige stater og deres kultur og historie, men ikke til stater som Californien.

## Geografi
Manchuriet adskilles mod nord ved floderne Argun og Amur fra Sibirien, mod øst ved Ussuri fra Sibirien, ved Tumen og Jalu fra Korea. Mod syd begrænses Manchuriet af Korea-bugten og Liaotung-bugten, mod vest af Petshili og Mongoliet. Arealet beløber sig til 942.000 km2 med en befolkning, der omkring 1920 angaves til 12,7 mio., der fordelte sig som følger på de 3 provinser, hvori Manchuriet blev delt:
| provins     | km2     | mio. indb. | Indb. pr km2 |
| ----------- | ------- | ---------- | ------------ |
| Fengtien    | 145.000 | 5,8        | 40           |
| Kirin       | 272.000 | 5,3        | 20           |
| Holungkiang | 525.000 | 1,6        | 3            |
| Manchuriet  | 942.000 | 12,7       | 14           |

Store Khingan, mod nord Ilchuri-alin og Lille Khingan, mod øst en mængde lavere bjergkæder samt Tshangpaishan (Shan-alin), der i Peiktusan på grænsen af Korea hæver sig til 2440 m. Mod syd begrænses bækkenet af bjergene i Liaotung og Liaosi. To floder bryder gennem disse bjergmure og afvander det indre, nemlig Liaoho mod syd og Sungari, en biflod til Amur, mod nord. Begge er sejlbare og således egnede til at sætte Manchuriet i god forbindelse med omverdenen.

## Klima
Klimaet er yderst kontinentalt. Om vinteren blæser nordlige vinde. Da Manchuriet ikke er beskyttet ved nær så høje bjergkæder som Nordkina, er vinteren her påfaldende koldere. Januar har i Niutschwang en middeltemperatur af ÷ 9,4°, i Mukden ÷ 15,8°. Frost på 30—40° er ikke sjælden. Vinteren har klart vejr, og snefaldet er meget ringe. I marts begynder søndenvinden, og i slutningen af denne måned begynder man at pløje og tilså markerne, skønt kun den øverste skorpe af jorden er tøet op. Maj er allerede hed, men endnu er der næsten ingen regn faldet, himlen er stadig klar indtil slutningen af juni. Sidst i juli eller først i august, når heden er stærkest (maksima 37—38°), bryder regnen frem i stærke tordenbyger, og landet bliver oversvømmet. September og oktober har atter klart vejr, men i slutningen af oktober begynder nattefrosten, og fra november hersker frosten dag og nat indtil marts. Middeltemperaturen for juli er i Niutschwang 25,1°, Mukden 26,4°.

## Plantevækst
Manchuriet frembyder rig afveksling af nåle- og løvskov, eng og mose. I lavlandet hen imod Mongoliets grænse tager steppen overhånd. Plantevækstens artssammensætning viser slægtskab med det nordlige Kina og Japan. I skovene lever bjørn, ulv, tiger, zobel, hjort, mens antiloper findes på stepperne.

## Befolkning
Over 90 % af befolkningen var allerede omkring 1. verdenskrig kinesere. Nogenlunde vel befolket var endnu kun den sydlige del af landet, men stadig gik en udvandrerstrøm nord på. Af Kinas provinser stillede særlig Shantung et stort kontingent til udvandrerskaren. De oprindelige beboere er ulige tungusiske stammer, af hvilke soloner, manægirer, dahurer og golder lever i det nordlige Manchuriet, mens manchuerne i det sydlige Manchuriet næsten helt har antaget kinesisk sprog og kultur.

## Næringsveje
Den vigtigste næringsvej var agerbruget i mellemkrigstiden, for hvilket både klima og jordbund stiller gunstige betingelser. Kulturplanterne er mangfoldige. De vigtigste er hvede, byg, ris, majs, hirse, bælgsæd, hamp, bomuld, indigo, ginseng, opium. Kvægavlen var her vigtigere end i Kina; der holdtes svin, får, hornkvæg og heste. Jagten på pelsdyr var af betydning.
Af Mineraler findes kul og guld, der ikke udvindes. Der udførtes især ginseng, svin, pelsværk og perler.

## Historie
Ved begyndelsen af vor tidsregning afløste flere småriger hverandre. Ved år 420 erobrede stammen tasienpi det nordlige Kina, som den beherskede indtil 556. 925 trængte den tungusiske stamme khitan frem i Manchuriet, erobrede Liao-dalen og gjorde sig derfra til herre over Nordkina. Dette rige afløstes af en anden tungusisk stamme, der 1115—1234 regerede i Kina som Kin-dynastiet. 1217 erobrede mongolerne Manchuriet. 1368 måtte de vige for kineserne, der erobrede den sydligste del af Manchuriet og grundlagde Mukden. Imidlertid grundlagde manchuerne deres rige, 1605 erobrede de Liao-dalen og gjorde nogle år efter Mukden til deres hovedstad. 1634 angreb de Kina, og 1644 faldt Peking. Siden var Manchuriet forenet med Kina, de 3 provinser styres som kinesiske provinser.
I 17. århundrede fik Manchuriet russerne til naboer, Jablonoi-bjergene blev 1689 fastsatte som grænse. 1858 blev landet nord for Amur afstået til Rusland, og 1860 blev den russiske grænse skudt frem til Ussuri. Siden havde russerne stadig haft blikket rettet mod Manchuriet, særlig fordi de trængte til en isfri havn i Østasien.

### Ruslands indflydelse
Områderne nord for floden Amur og øst for Ussuri, også kaldet Ydre Manchuriet (lyserosa på oversigtskortet), blev annekteret af Rusland ved de påtvungne traktater Aigun-traktaten (1858) og Peking-konventionen (1860). Også Sakhalin kan opfattes som tilknyttet Ydre Manchuriet. Hele dette nordlige område havde været anerkendt af russerne som tilhørende Qing-dynastiet i Kina lige siden Nertsjinsk-traktaten fra 1689 (som dog ikke omtalte Sakhalin). Der efter blev begrebet Manchuriet egentlig kun benyttet om den tilbageblevne kinesiske del, Indre Manchuriet (rødt på kortet). Det vestlige delområde (mørkerosa på kortet) var kun tidvis en del af Manchuriet, for det meste var det under Indre Mongoliet.
I slutningen af 1800-tallet kom Indre Manchuriet under stærk russisk indflydelse som følge af bygningen af den Kinesiske Østjernbane gennem Harbin til Vladivostok. Efter kinesernes krig med japanerne opnåede russerne at forpagte havnene Port Arthur og Talienwan på 25 år, og senere fik de koncession på jernbaner, der skulle forbinde Port Arthur med det sibiriske jernbanenet. En del fattige koreanske bønder flyttede ind i samme område. Og ret mange han-kinesere, særligt fattige bønder fra Shandong og Zhili, flyttede ind fra syd. Denne tilflytning af kinesere skyldtes en bevidst politisk kovending fra Qing-dynastiets side i 1859; den russiske indflydelse skulle modvejes og da ikke mindst i form af en større befolkningsmæssig modvægt. Mellem 1859 og 1930 strømmede imidlertid så mange kinesere ind i området, at manchuerne blev en mindretal i deres eget land.

### Bokseropstanden og dens følger
Da bokseropstanden 1900 også nåede til Manchuriet, benyttede russerne lejligheden til at stille de lokale kinesiske myndigheder under russisk opsigt. Da Japan i februar 1901 protesterede herimod i Petrograd, svarede Rusland med yderligere at udvide sit magtområde i Manchuriet, så landets fuldstændige inkorporation i Rusland kun syntes et tidsspørgsmål. Russiske styrker dræbte tusindvis af kinesere (manchuer, han-kinesere og daurer), som boede i Blagovesjtjensk og 64 nærliggende landsbyer. Det endte med, at Rusland kunne okkupere Manchuriet syd for Amur. Ganske vist gik Rusland april 1901 ind på at ville rømme det i 3 sæt og senest 3. oktober 1903. Men da Japan efter dette tidsrums forløb konstaterede, at Rusland ikke havde indfriet sit løfte, og i den anledning ville indlede ny forhandlinger om det manchuriske spørgsmål, afviste Rusland Japans indblanding og erklærede, at det var en sag mellem Rusland og Kina. Den krig, der da udbrød 8. februar 1904, begyndte ved Port Arthur og havde fra slutningen af april 1904 det sydøstlige Manchuriet til skueplads. Efter fredsslutningen begyndte russerne og japanerne i oktober 1904 at rømme Manchuriet, når undtages, at japanerne på Liaotong-halvøen indtrådte i alle russernes rettigheder. I øvrigt skulle Manchuriet atter overlades til Kina. 22. december afstod Kina traktatmæssig Liaotung-halvøen til japanerne og tilstod samtidig Japan kontrol med den manchuriske bane indtil Changchun samt retten til at bygge en bane fra Antung til Mukden. Endelig skulle Kina åbne 16 havne og stæder i Manchuriet for handelen med de fremmede.
Japan sikrede sig imidlertid stor indflydelse og overtog fra russerne den manchuriske del af den jernbane, som de havde bygget til kysten, og organiserede den under navnet den sydmanchuriske jernbane for at kunne transportere råstoffer fra Manchuriet ind i Korea, hvorfra de blev udskibede til Japan. Jernbanen blev beskyttet af den japanske Guandong-hær. Navnet kom fra den japanske betegnelse for Liaoningområdet i det nordøstlige Kina, som Japan forpagtede i 1905, 関東州 (japansk: kantō-shū, kinesisk: 关东州 Guāndōng-zhōu).
I 1915 stillede Japan 21 krav til Kina, hvoraf en række handlede om større indflydelse i Manchuriet, som de allerede dominerede de sydligste dele af. Kravene blev godtaget af Republikken Kinas præsident Yuan Shi-kai, hvilket udløste heftige protester i Kina og var med til at udløse 4. maj-bevægelsen.
I december 1918, under den russiske borgerkrig efter den russiske revolution, indtog russiske «hvide» tropper med kinesisk hjælp byen Harbin. I 1920'erne blev byen oversvømmet af 100.000 til 200.000 russiske antibolsjevikiske "hvide" emigranter, som var flygtede fra deres hjemland. Nogen af dem var jøder. Harbin blev derved hjem for den største udenlandsrussiske befolkning noget sted. Byen fik tilnavnet "Orientens Moskva".

### Krigsherre-tiden
Årene 1917–1928 var Manchuriet i praksis autonomt regeret af krigsherren Zhang Zuo-lin. Manchuriet var da i praksis en bufferstat mellem Japan, Kina og Rusland/Sovjetunionen. I den senere del af 1920'erne bekæmpede krigsherren Zhang energisk den sovjetiske indflydelse i Kina og stod en tid på temmelig venskabelig fod med Japan. Han formåede i 1926, med bistand fra sin søn Zhang Xueliang, kaldet «den unge general», at undertrykke et oprørsforsøg af en underordnet befalingsmand.
I juni 1926 besatte Zhang den kinesiske hovedstad Peking og stillede sig i spidsen for det, som da formelt var Republikken Kinas internationalt anerkendte regering. Hans stilling i Nordkina blev imidlertid truet af Chiang Kai-sheks felttog i Nordkina, og i maj 1928 blev Zhangs hær tvunget til retræte mod hovedstaden. Den 3. juni forlod Zhang Peking med et tog, som den følgende dag blev udsat for et japansk bombeattentat, da toget passerede jernbanestationen Huanggutun uden for Mukden, og han døde af sine skader efter nogen timer. Hans søn overtog derpå magten, men det tog ikke lang tid inden, at Chiang Kai-shek formåede at inkorporere Manchuriet i Kina.

### Manchukuo
Efter den internationale økonomiske krise så mange japanske militære Manchuriet som en vigtig del af løsningen på Japans problemer. Den såkaldte Mukden-episode i 1931, som japanerne selv havde iscenesat, udløste en krise, som førte til, at Guandong-hæren okkuperede landet angiveligt uden, at dette var blevet afstemt med den japanske regering forinden. Okkupationen omfattede også Manchuriets nordlige dele. Japanerne nåede Harbin den 4. februar 1932.
Okkupationen blev fordømt af USA i og med Hoover-Stimson-doktrinen. Derefter blev der oprettet en lydstat under navnet Manchukuo. Det lykkedes japanerne i 1934 at få den tidligere barnekejser Puyi, Qing-dynatiet i Kinas sidste kejser, til at indtræde som kejser over den nye stat. Han var manchuer, men de egentlige magthavere var japanerne.
I 1938/1939 kom det til en japansk-sovjetisk grænsekonflikt, idet den japanske hær forsøgte at udvide Manchukuo-staten nord over. Dette forsøg blev imidlertid slået tilbage af Sovjetunionen i Slaget om Khalkhin Gol. Japans nederlag havde store strategiske følger. Det førte til en våbenstilstandsaftale, og ændrede Japans ekspansionsplaner fra en vestlig til en sydlig akse og gjorde, at Sovjetunionen ikke var truet i øst, da Tyskland angreb landet i 1941.
Under Stillehavskrigen rådede denne våbenstilstandsaftale mellem Sovjetunionen og Japan uafbrudt, og den blev ikke brudt før den 8. august 1945, da sovjethæren under Operasjon Auguststorm besatte Manchuriet. Japan, som samtidig var under amerikansk atombombeangreb, bestemte sig til at kapitulere inden, at omfanget af det sovjetiske angreb var kendt. Havde krigen fortsat, havde Sovjetunionen planer om at invadere Hokkaido før de vestallierede invaderede Honshu.

### Efter 2. verdenskrig
Efter, at Manchuriet var blevet besat af Sovjetunionen og krigen afsluttet, blev området imidlertid i 1946, i henhold til Kairo-erklæringen, tilbageført til Kina. Fra 1945 til 1948 var Indre Manchuriet et vigtigt baseområde for den kommunistiske kinesiske Folkets Befrielseshær. Med materiel støtte fra Sovjetunionen styrkede kommunisterne deres stilling og kunne herfra genstarte den kinesiske borgerkrig, som til en vis grad havde været stillet i bero under den 2. kinesisk-japanske krig, og herfra kunne kommunisterne brede sig syd over og nedkæmpe Kuomintang-regeringens styrker og erobre hele det kinesiske fastland i 1949.